# Euryspongia semicanalis
Euryspongia semicanalis är en svampdjursart som först beskrevs av Ridley 1884.  Euryspongia semicanalis ingår i släktet Euryspongia och familjen Dysideidae. Inga underarter finns listade i Catalogue of Life.